# SN 1987Q
SN 1987Q – niepotwierdzona supernowa odkryta 30 listopada 1987 roku w galaktyce UGC 3845. W momencie odkrycia miała maksymalną jasność 16,00m.